# João Troglita
João Troglita (em grego: Ἰωάννης Τρωγλίτης; romaniz.: Ioánnes Troglítes; em latim: Ioannes Troglita) foi um general bizantino do século VI. Participou na Guerra Vândala e serviu no Norte da África como um governador militar regional durante os anos 533–538, antes de ser enviado para oeste às guerras contra o Império Sassânida. Como duque da Mesopotâmia (dux Mesopotamiae), Troglita distinguiu-se em várias batalhas e foi observado pelos agentes do imperador Justiniano (r. 527–565). No verão de 546, Justiniano escolheu João Troglita para assumir o comando das forças bizantinas na África, onde uma sucessão de revoltas eclodiram dentre as tribos mouriscas e dentro do próprio exército imperial, o que reduziu seriamente a posição bizantina.
Troglita rapidamente assegurou uma vitória inicial no inverno de 546/7 contra os mouros de Bizacena, mas foi derrotado no verão de 547 pelas tribos da Tripolitânia, e a África estava novamente aberta para raides destrutivos. Troglita reorganizou seu exército e conseguiu a assistência de alguns líderes tribais, e confrontou e decisivamente derrotou a coligação tribal nos Campos de Catão no verão de 548. Esta vitória significou o fim da revolta mourisca, e anunciou uma era de paz à África. Troglita esteve também envolvido na Guerra Gótica, enviando duas vezes algumas de suas tropas à Itália para ajudar contra os ostrogodos.
As façanhas de João Troglita, especialmente contra os mouros na África, são o assunto do último poema épico latino da Antiguidade, o Iohannis, seu de Bellis Libycis ("Conto de João, ou sobre a Guerra Líbia") de Flávio Crescônio Coripo, que é a principal fonte de sua vida.

## Biografia

### Origens e começo da carreira na África e Oriente

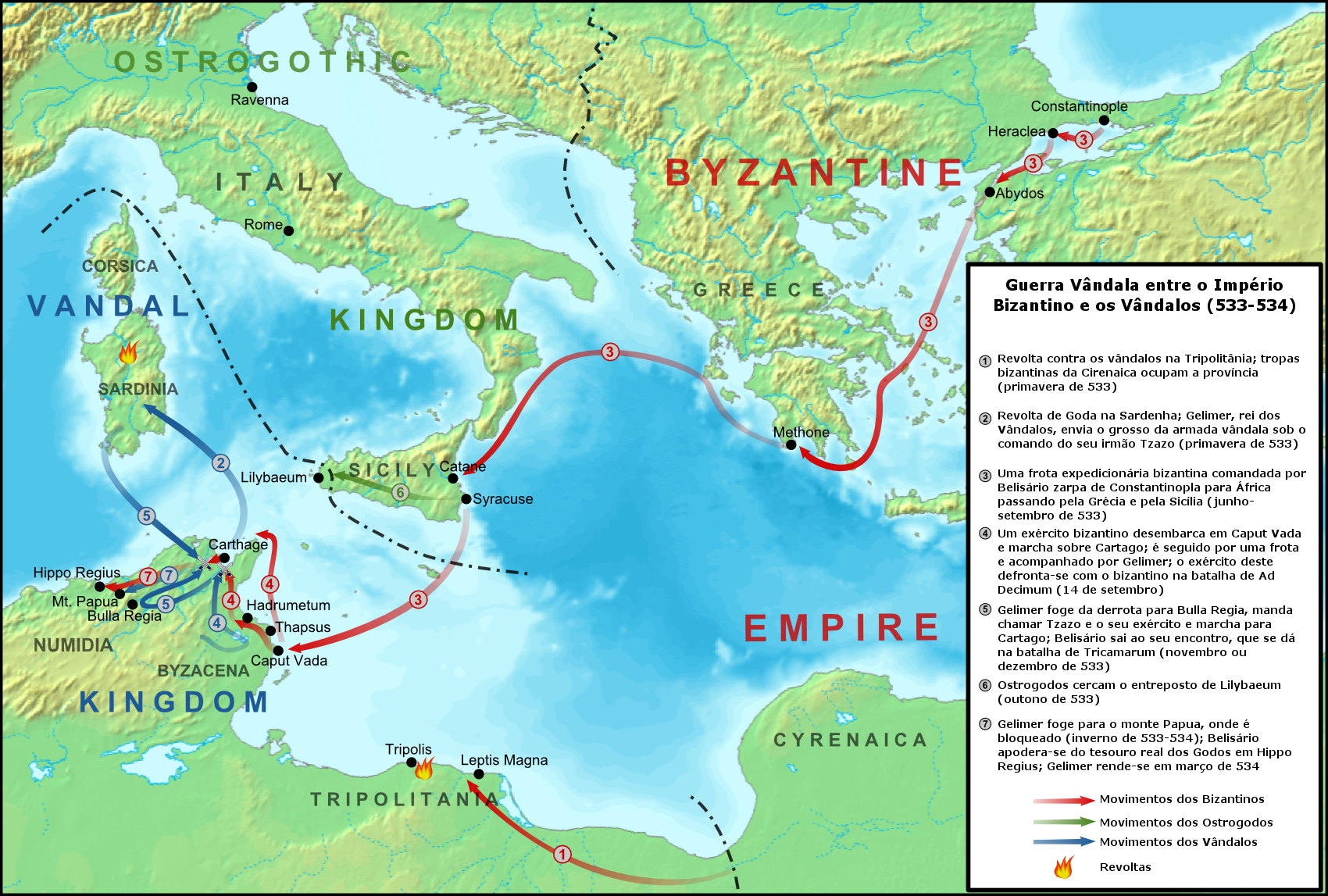
Mapa com as campanhas da Guerra Vândala

As exatas origens de João Troglita são incertas. Pode ter nascido na Trácia, mas seu sobrenome peculiar pode indicar proveniência de Trógilos (em grego: Τρώγιλος), na Macedônia. De acordo com informações provenientes do historiador do século VI Procópio de Cesareia e do panegirista de Troglita, Flávio Crescônio Coripo, foi o filho de um certo Evantes, e teve ao menos um irmão chamado Papo. O próprio Troglita casou-se com uma "filha de um rei", provavelmente um chefe bárbaro, e teve um filho, Pedro.
É citado pela primeira vez como tendo participado na Guerra Vândala (533–534) sob Belisário, e pode ser identificado com outro João, que comandou uma unidade de federados nas batalhas de Cartago e Tricamaro. Permaneceu na província da África após a partida de Belisário em 534, e participou nas expedições de Salomão contra os mouros em 534–535. Neste momento, foi provavelmente o governante militar local (duque) em Bizacena ou, mais provavelmente, Tripolitânia, pois é mencionado liderando as expedições bem sucedidas contra a tribo dos leuatas. Também lutou contra os exército amotinado em Membresa em 536, e então sob Germano, o sucessor de Salomão, na decisiva Batalha das Escadas Ancestrais, na primavera de 537. Nesta batalha, foi um dos comandantes da cavalaria do flanco direito do exército bizantino, que, de acordo com o historiador Procópio, foi derrotada e repelida pelos homens de Estútias, perdendo suas bandeiras de guerra no processo. No entanto, a batalha resultou em uma vitória imperial. Em 538, Troglita distinguiu-se na Batalha de Autentos, provavelmente em Bizacena.
Em algum momento depois de 538, foi enviado à fronteira oriental, onde em 541 foi nomeado duque da Mesopotâmia, um dos mais importantes comandos militares na região. Nesta posição, prendeu um membro da embaixada enviada pelo rei ostrogótico Vitige aos persas para incitá-los a atacar o Império Bizantino. Quando a guerra eclodiu, de acordo com Coripo, conseguiu algumas vitórias sobre o exército persa: derrotou o general Nabedes próximo de Nísibis, liderou seu exército num ataque noturno bem sucedido contra a força persa que estava sitiando Teodosiópolis, e então derrotou outro exército persa que sitiava Dara, capturando o general Mermeroes. Procópio, contudo, dá um registro diferente da primeira batalha, indicando que Troglita tinha sido salvo de um repentino ataque persa por Belisário, e não menciona os outros dois incidentes. No entanto, Coripo mantêm que João foi felicitado por sua atuação por Urbício, um dos conselheiros do imperador, que tinha sido enviado para supervisionar a guerra.

### Alto comando na África

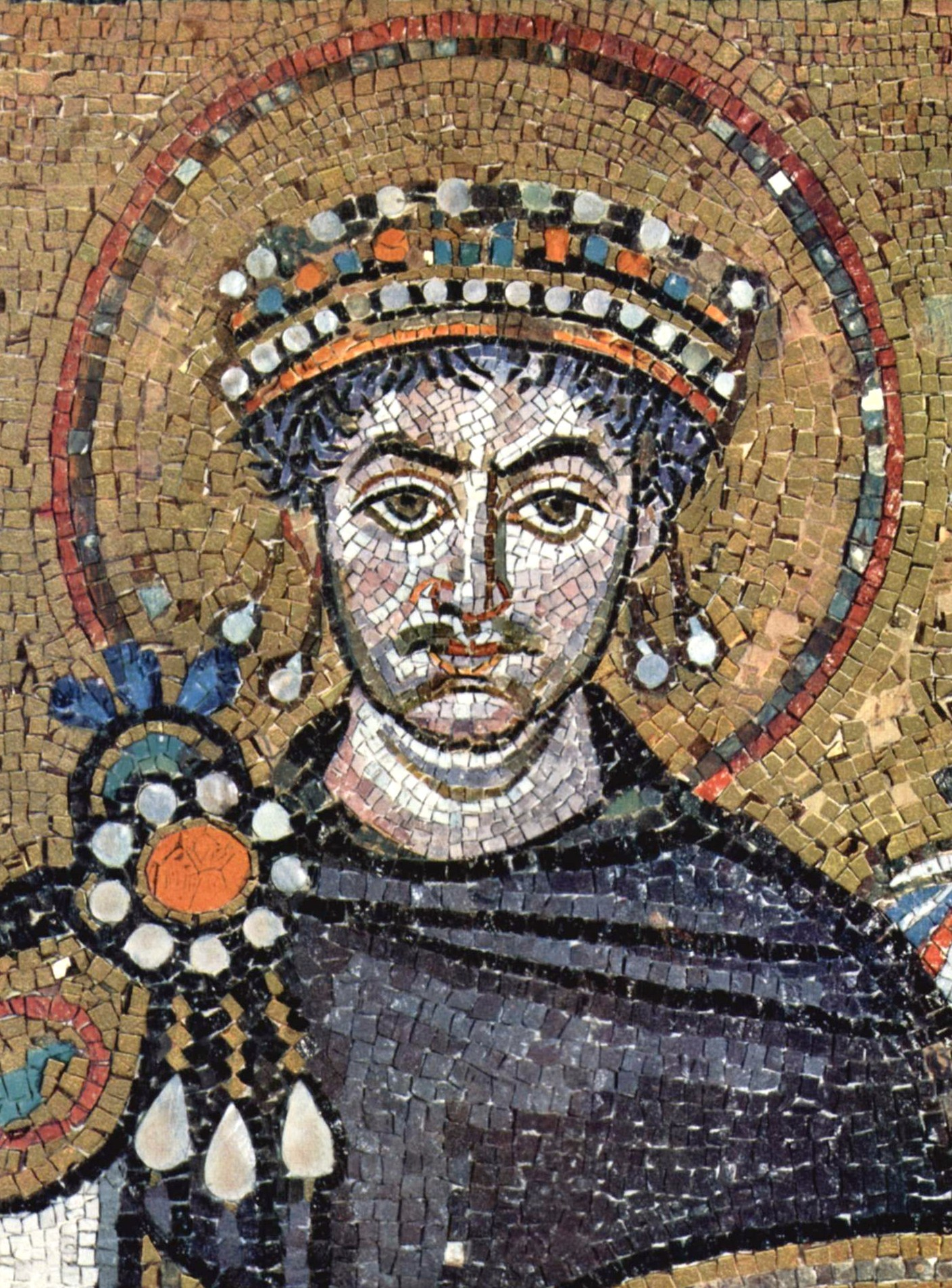
Detalhe de um dos mosaicos da Basílica de São Vital representando o imperador Justiniano r.

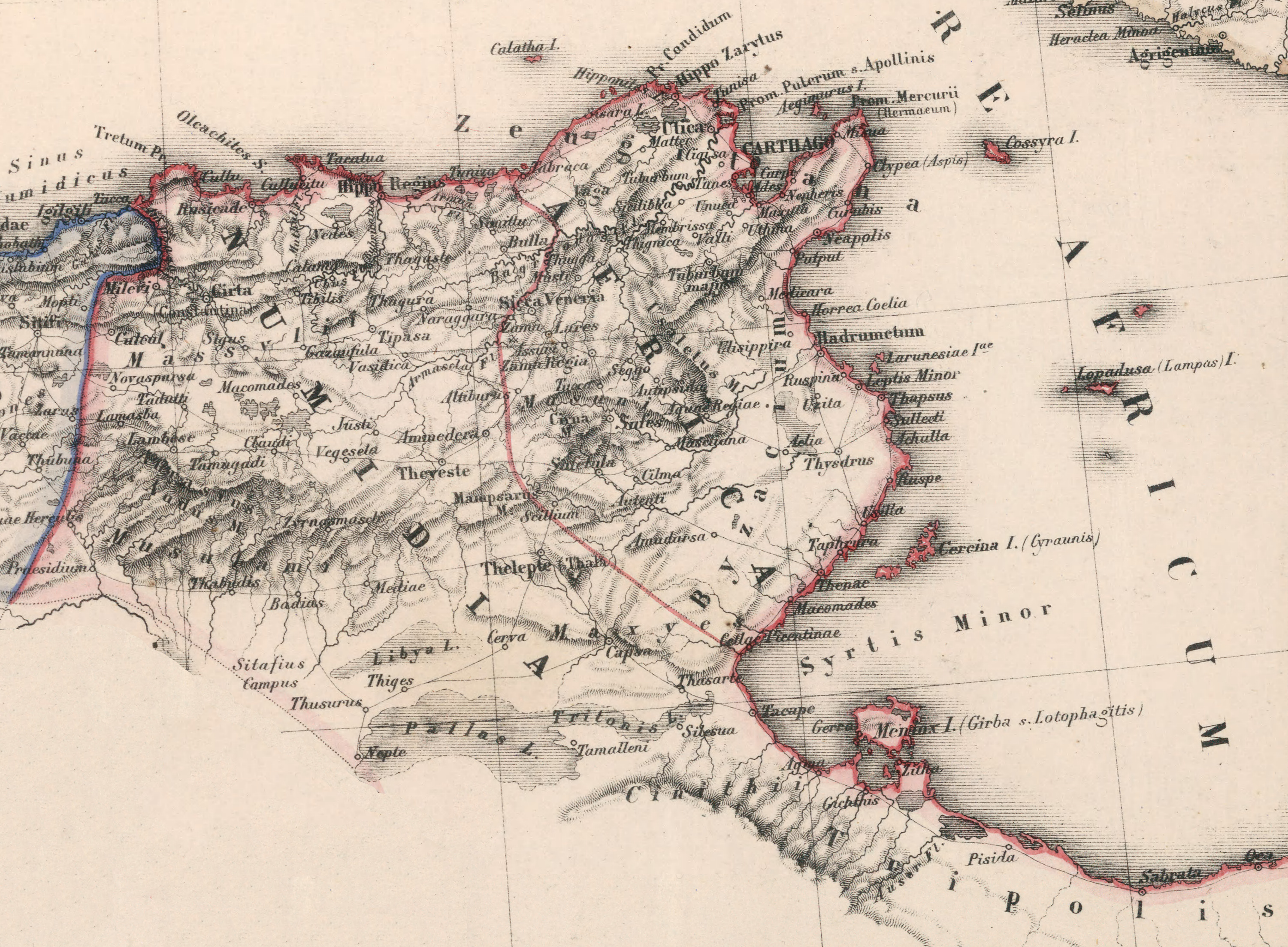
Africa romana, com as províncias de Bizacena, Zeugitânia e Numídia

Durante a ausência de Troglita da África, a situação havia sido turbulenta. Germano tinha permanecido na província até 539, e conseguiu restaurar a disciplina no exército e pacificar os territórios centrais da África Proconsular e Bizacena. Foi sucedido por Salomão, que começou seu segundo mandato com grande sucesso, derrotando os mouros do Monte Aurásio e estabilizando o controle bizantina sobre a Numídia e Mauritânia Sitifense. Contudo, a revolta mourisca reacendeu em 543 e Salomão foi morto na Batalha de Cílio em 544. Seu sucessor, seu sobrinho Sérgio, foi incompetente. Foi derrotado pelos mouros, chamado de volta e substituído por Areobindo, que foi assassinado na primavera de 546 em outra revolta militar liderada pelo general Guntárico. O último pretendia declarar-se independente de Constantinopla, mas foi logo assassinado pelo armênio Artabanes. A necessidade de um líder novo e capaz na África era evidente para Constantinopla. Após uma trégua assinada com a Pérsia em 546, Justiniano, talvez, com Coripo implica, sob o conselho de Urbício, chamou Troglita de volta do Oriente. Após informar-lhe da situação, o imperador colocou-o como chefe de um novo exército e enviou-o à África como o novo Mestre dos soldados da África (Magister militum per Africam) no final do verão de 546.

#### Supressão da revolta mourisca
No final de 546, quando Troglita alcançou Cartago, a situação era terrível: as tropas imperiais sob Marcêncio, o duque de Bizacena, e Gregório, o Armênio, em Cartago, eram pouco numerosas e estavam desmoralizadas. Mantinham-se nas cidades costeiras, bloqueadas pelos mouros de Bizacena sob o chefe deles Antalas, enquanto as tribos dos leuatas e austuras da Tripolitânia estavam invadindo Bizacena com impunidade. Esforços diplomáticos, contudo, garantiram a fidelidade dos líderes mouriscos Cusina e Ifisdaias, que juntaram-se ao exército imperial com vários milhares de seus homens. Além disso, as tribos do monte Aurásio, sob Jaudas, retiraram-se à Numídia ao saberem da chegada de Troglita e seguiram um caminho de neutralidade armada. Após sua chegada em Cartago, reorganizou suas tropas, reforçando as forças locais com os veteranos que ele trouxe consigo - principalmente arqueiros a cavalo e catafractários - e marchou para encontrar os rebeldes. Em Antônia Castra, emissários de Antalas se apresentaram, mas Troglita rejeitou os termos deles e prendeu-os. O exército bizantino marchou para Bizacena, aliviou as cidades sitiadas e juntou-se com Marcêncio. Os mouros, tomados de surpresa pelo rápido avanço do exército imperial, retiraram-se novamente para o interior montanhoso e arborizado, onde se reuniram sob a liderança de Jerna dos leuatas e Antalas. Coripo sugere que esperavam que Troglita iria manter sua perseguição no meio do inverno, e que teriam vantagem sobre o exército imperial neste terreno. Troglita acampou perto das posições mouras e despachou um emissário, Amâncio, para levar para Antalas seus termos: o general oferecia anistia em troca de submissão à autoridade imperial.
Coripo narra a batalha subsequente longamente, mas sua imitação do verso virgiliano oferece poucos detalhes concretos: é claro que era um conflito longo, indeciso e sangrento, que provavelmente ocorreu ao sul ou oeste de Sufétula no final de 546 ou começo de 547. Finalmente, os bizantino prevaleceram e fizeram os mouros se retirarem, rompendo suas defesas e invadindo o acampamento deles. De acordo com Coripo, Jerna, que foi o sumo sacerdote do deus Gurzil, foi morto enquanto tentou proteger uma imagem do deus. Muitos outros líderes tribais caíram, e os demais se espalharam. Os restos das tribos tripolitanas abandonaram Bizacena, e Antalas foi forçado a depor as armas. Além disso, muitos prisioneiros foram libertados do acampamento mourisco, e entre os tesouros capturados havia as bandeiras de guerra perdidas por Salomão em Cílio em 544. Estas foram enviadas para Constantinopla, enquanto Troglita realizou uma entrada triunfal em Cartago.

#### Batalha de Marta
Com esta vitória, a guerra parecia vencida, e a paz restabelecida na África. Poucos meses depois, no entanto, as tribos da Tripolitânia remontaram e formaram uma coalizão sob o rei dos ifuraces, Carcasão. Depois de invadir Tripolitânia, se voltaram para o oeste para atacar Bizacena novamente. Notificado desta vez por Rufino, o duque de Tripolitânia, Troglita marchou ao encontro deles. No meio tempo, entretanto, O exército bizantino tinha sido enfraquecido pela necessidade de reforçar Belisário contra os godos na Itália: dos nove regimentos que Troglita trouxe consigo de Constantinopla, três foram enviados à Itália. Os mouros sob Antalas mantiveram-se hostis mas não juntaram-se imediatamente ao conflito, porém os bizantinos foram privados dos serviços de Ifisdaias, que recusou-se a comprometer seus homens. Apesar do verão quente, Troglita marchou seus homens rapidamente para o limite sul de Bizacena, ao longo da borda do deserto, esperando encontrar os mouros lá e prevenir que a província fosse novamente devastada. Os mouros inicialmente retiraram-se para o interior árido, esperando se livrar dele, mas o exército de Troglita, acompanhado por uma caravana com água e provisões, seguiu-os para o deserto. Ambos os exércitos sofriam de sede e fome, e o descontentamento se espalhou entre os soldados bizantinos. Finalmente, um quase motim eclodiu quando uma epidemia matou grande parte dos cavalos, forçando Troglita a retornar em direção à costa.
Lá, Troglita posicionou-se entre o planalto de Matmata e a costa, e esperou os mouros. Também enviou navios para levar suprimentos, mas os ventos adversos tornaram isso impossível. Quando o exército mouro apareceu nas proximidades estava também exausto e com fome e dirigiu-se a algumas fontes de água, que Troglita previu alcançar primeiro. Os bizantinos acamparam em Marta, no distrito de Gálica, onde a batalha ocorreu. Foi uma derrota desastrosa para os bizantinas, cujo exército quebrou e fugiu. Coripo, possivelmente em uma tentativa de desculpar seu herói, atribuiu a derrota à indisciplina de alguns soldados, que atacaram o inimigo antes do exército estar pronto, levando a um combate desorganizado e fragmentado. De acordo com o registro de Coripo, os aliados mouros dos bizantinos entraram em pânico primeiro e recuaram, fazendo com que o exército inteiro se desintegrasse, apesar da intervenção pessoal de Troglita e outros líderes bizantinos. Após esta derrota, Troglita fugiu para Juncos (atual Borje Iunga, nove quilômetros ao sul de Mahanes), onde começou a reagrupar os sobreviventes. As perdas foram muito altas e a moral do exército estava muito baixa, o que forçou-o a se retirar ainda mais para norte, à fortaleza de Láribo (a vila moderna de Lorbeu, próximo de El Kef), onde começou a reunir seu exército. Sabendo da batalha, Antalas imediatamente se levantou novamente e juntou as tribos tripolitanas, enquanto os aliados bizantinos, Cusina e Ifisdaias, estavam brigados entre si. Durante o resto de 547, os mouros estavam livres para atacar toda a África, chegando à vizinhança da própria Cartago.

#### Batalha dos Campos de Catão

Mapa dos primeiros cinco anos da Guerra Gótica. Por duas vezes Troglita enviou parte dos efetivos sob seu comando para auxiliar os oficiais bizantinos em combate

Troglita não permaneceu inativo: de Cartago, o prefeito pretoriano da África Atanásio e o filho de Troglita organizaram reforços e suprimentos para o campo em Láribo, enquanto o próprio Troglita, além de conseguir reconciliar Cusina e Ifisdaias com ajuda de João, também conquistou a fidelidade do rei Jaudas e sua tribo. Na primavera de 548, Troglita, tendo reagrupado suas forças, encontrou seus aliados mouros na planície de Arsuris, nos limites do norte de Bizacena. Coripo dá números extraordinários para os contingentes nativos fornecidos por cada chefe: 30 mil de Cusina, 100 mil de Ifisdaias, e 12 mil sob o irmão de Jaudas. Quaisquer que sejam os números reais, parece claro que as tropas regulares de Troglita formaram a menor parte do exército imperial.
As tribos, sob a liderança de Carcasão e Antalas, tinham acampado no centro de Bizacena, na planície de Mama ou Mames. Carcasão, confiante após sua vitória no ano anterior, quis confrontar o exército imperial imediatamente, mas como aconteceu, deu lugar a Antalas, que defendia a tática moura mais cautelosa e bem tentada de retirar-se e chamar os bizantinos para o interior, forçando-os a marchar para longe de suas bases de abastecimento e através do país devastado, assim esgotando e desmoralizando-os. Os rebeldes, assim, recuaram para sul e leste, atingindo Juncos após dez dias. O exército de Troglita os perseguiu até certa distância, apenas trocando alguns golpes com a retaguarda das tribos. Uma vez que o exército bizantino alcançou a planície diante de Juncos e montou acampamento, contudo, os mouros novamente se retiraram para o interior montanhoso. Tendo sido informado por um espião da estratégia do inimigo, Troglita recusou-se a segui-los, e permaneceu acampado perto do porto de Larisco, de onde poderia ser facilmente reabastecido. No entanto, o descontentamento crescia entre os soldados, que não entendiam a relutância de seu líder para lutar: o exército se amotinou e atacou a tenda de Troglita, que mal foi capaz de escapar. Graças aos contingentes mouros aliados, que permaneceram firmes, Troglita foi capaz de restabelecer o controle sobre seus homens.
Troglita agora moveu seu exército para confrontar o inimigo, que estava acampado na planície chamada de Campos de Catão. O acampamento mouro tinha sido pesadamente fortificado, e Troglita estava relutante em lançar um assalto direto. Ele, portanto, bloqueou-o, esperando que a fome forçaria os mouros a lutarem contra ele em campo aberto. Para incentivá-los ainda mais, conteve seus homens, fingindo certa relutância em lutar. O plano de Troglita funcionou: encorajados pelos sacrifícios aos deuses deles e esperando pegar o exército imperial despreparado, os mouros atacaram o acampamento bizantino em um domingo. A batalha pendia muito a balança, com muitos mortos em ambos os lados, mas finalmente os bizantinos venceram. Neste ponto, Carcasão reuniu suas forças e lançou um feroz contra-ataque, mas foi morto pelo próprio Troglita. Vendo seu líder cair, os mouros quebraram e fugiram. A batalha foi um sucesso retumbante para os bizantinos: 17 dos principais líderes mouros foram mortos, as tribos tripolitanas foram dizimadas e fugiram para o deserto, e Antalas e seus seguidores foram submetidos a Troglita. Bizacena, Numídia e Tripolitânia estavam finalmente seguras, e um período de paz, que durou pelos próximos quatorze anos (até 562), foi inaugurado.

#### Atividades posteriores
Por volta deste tempo, Troglita parece ter sido promovido para o posto cortesão honorífico de patrício, como atestado pelo historiador do século VI Jordanes. Permaneceu no comando da África por, ao menos, mais quatro anos, começando o difícil trabalho de reconstrução. Restabeleceu o aparato da administração civil como originalmente foi previsto pelo imperador em 533, compartilhando sua autoridade com o prefeito Atanásio. As fortificações provinciais construídas por Salomão foram restauradas, e as tribos mouras moderadas cuidadosamente voltaram a um estado de vassalagem como federados imperial. De acordo com o estudioso John B. Bury, o recorde de Troglita em restabelecer a ordem e tranquilidade na problemática província fez dele, junto com Belisário e Salomão, "o terceiro herói da recuperação imperial da África". Seu sucesso em restaurar a paz na África pode ser visto no fato de, no final de 551, quando Tótila, rei dos ostrogodos, capturou Córsega e Sardenha, Troglita foi capaz de poupar recursos suficientes e enviar uma frota para recuperá-las, mas sem sucesso. A data exata da morte dele é desconhecida, mas é mais provável que tenha morrido em 552 ou pouco depois. Foi sucedido por João Rogatino.